# Alex Riley
Kevin Robert Kiley, Jr. (născut pe 28 aprilie 1981, Washington, D.C., Statele Unite ale Americii) , cunoscut ca Alex Riley, este un wrestler american ce evoluează în prezent la RAW.